# طواف فلاندرز 1969
طواف فلاندرز 1969 هو سباق دراجات هوائية أقيم بتاريخ 30 مارس 1969، تكون السباق من 1 مراحل وامتدّ لمسافة 259 كم بسرعة 40.895 كم/س، استغرق السباق 6 ساعة 20 دقيقة. فاز به البلجيكي إيدي ميركس وحلّ ثانيا فيليتشي جيموندي.

## الترتيب
| م                     | الدرّاج          | البلد   | الزمن           |
| --------------------- | --------------- | ------- | --------------- |
| الفائز بالترتيب العام | إيدي ميركس      | بلجيكا  | 6 ساعة 20 دقيقة |
| الثاني                | فيليتشي جيموندي | إيطاليا |                 |